# چبارکول
شهر چبارکول (به روسی: Чебаркуль) در کشور روسیه و در اوبلاست چلیابینسک واقع شده‌است.